# Élie Lacoste
Pour les articles homonymes, voir Lacoste.
Élie Lacoste, né le 18 septembre 1745 à Montignac, mort le 26 novembre 1806 dans la même ville, est un homme politique de la Révolution française. 
Il ne saurait être confondu avec son collègue et homonyme Jean-Baptiste Lacoste, député du Cantal à la Convention nationale. 

## Biographie
Médecin, comme son père et son arrière-grand-père, à Montignac, favorable aux idées révolutionnaires, meurtrier d'un gentilhomme périgourdin dans un duel, Élie Lacoste devient administrateur de la Dordogne en 1789. 

### Mandat à la Législative
La France devient une monarchie constitutionnelle en application de la constitution du 3 septembre 1791. 
Élie Lacoste est élu député du département de la Dordogne, le sixième sur dix, à l'Assemblée nationale législative. 
Il siège sur les bancs de la gauche de l'assemblée. En février 1792, il vote en faveur de la mise en accusation du ministre de la Marine, Bertrand de Molleville. En avril, il vote pour que les soldats du régiment de Châteauvieux, qui s'étaient mutinés lors de l'affaire de Nancy, soient admis aux honneurs de la séance. En août, il vote en faveur de la mise en accusation du marquis de Lafayette. 

### Mandat à la Convention
La monarchie prend fin à l'issue de la journée du 10 août 1792 : les bataillons de fédérés bretons et marseillais et les insurgés des faubourgs de Paris prennent le palais des Tuileries. Louis XVI est suspendu et incarcéré avec sa famille à la tour du Temple. 
Élie Lacoste est réélu député de la Dordogne, le troisième sur dix, à la Convention nationale. 
Il siège sur les bancs de la Montagne. Lors du procès de Louis XVI, il vote la mort et rejette l'appel au peuple et le sursis à l'exécution de la peine. En avril 1793, il est absent lors du scrutin sur la mise en accusation de Jean-Paul Marat. En mai, il est absent lors du scrutin sur le rétablissement de la Commission des Douze. 
Dès le 8 mars 1793, Élie Lacoste, aux côtés de Jean-Baptiste Bô, est envoyé en mission auprès de la section des Droits-de-l'Homme à Paris. Le lendemain, aux côtés de Jean-Bon Saint-André, il est envoyé en mission dans les départements de la Dordogne et du Lot afin d'accélérer la levée en masse décrétée en février. 
En juillet, il est envoyé en mission dans les départements de l'Aisne, des Ardennes, de l'Oise, du Nord, de la Seine-Inférieure et de la Somme. 
Élu au Comité de sûreté générale en 1793, il était chargé de l'énorme et fastidieuse besogne policière, mais a refusé de se charger de l'approvisionnement de Paris, se déclarant incompétent.
Le 13 brumaire an II (3 novembre 1793), il est envoyé par décret en mission aux armées du Rhin et de la Moselle avec Ehrmann, Marc Antoine Baudot et Lémane, participe à la bataille de Kaiserslautern et s'oppose à Saint-Just et à Le Bas et d'autres commissaires de la Convention arrivés après lui, après qu'il a nommé Lazare Hoche général en chef de ces deux armées réunies, alors que ses collègues préféraient Jean-Charles Pichegru. Il est à Paris avec Marc Antoine Baudot le 25 nivôse an II (14 janvier 1794), il retourne aux armées peu après. Le 8 pluviôse (27 janvier), les deux hommes prennent à Strasbourg un arrêté réclamant à la population 30 000 souliers  et 3 000 manteaux, dans un souci permanent d'approvisionner les troupes.
Lors de la chute de Robespierre, le 9 thermidor an II, il attaque Maximilien de Robespierre, demande l'arrestation de Georges Couthon et de Louis Antoine Léon de Saint-Just, sans pour autant accuser les membres de la Commune de Paris. Ayant pris la défense des anciens membres des comités, il est décrété d'arrestation le 1er prairial an III (20 mai 1795) avant d’être amnistié, le 4 brumaire.
Sa carrière politique terminée, il revient à l'exercice de la médecine à Montignac. 